# Saint-Germain-lès-Arpajon
Saint-Germain-lès-Arpajon är en kommun i departementet Essonne i regionen Île-de-France i norra Frankrike. Kommunen ligger i kantonen Arpajon som tillhör arrondissementet Palaiseau. År 2022 hade Saint-Germain-lès-Arpajon 11 577 invånare.

## Befolkningsutveckling
Antalet invånare i kommunen Saint-Germain-lès-Arpajon
| Referens: INSEE |